# William Sampson
William Sampson, nacido el 17 de abril de 1959 y fallecido el 29 de marzo de 2012 fue un canadiense (quien también poseía nacionalidad británica), arrestado en Arabia Saudita el 17 de diciembre de 2000 sobre la base de varios cargos, en particular terrorismo, espionaje y homicidio.
Estuvo encarcelado durante dos años y siete meses, período durante el cual alega haber sido torturado, hasta que finalmente fue liberado el 8 de agosto de 2003 y se le permitió abandonar Arabia Saudita, junto a otros acusados. 
En 2005 Sampson publicó un libro acerca de su experiencia titulado, Confessions of an innocent man: Torture and survival in a Saudi prison (“Confesiones de un hombre inocente: Tortura y supervivencia en una prisión saudita”).

## Primeros años
Sampson nació en el Soldiers Memorial Hospital de la localidad de Middleton, en la pequeña provincia marítima canadiense de Nueva Escocia. Como hijo de padre británico y madre canadiense, Sampson pasó los años de su niñez entre Canadá, Inglaterra, Escocia y hasta en Singapur.
A la edad de 16 años, en la ciudad de Vancouver, Columbia Británica, se unió al grupo Seaforth Highlanders of Canada. Permanecería en ella durante un período de unos 18 meses.
Sus estudios superiores incluyen un MBA (Masters of Business Administration) otorgado por la Universidad de Edimburgo (Escocia) y un doctorado (PhD) en bioquímica. Posteriormente trabajó como investigador en bioquímica y en la mercadotecnia de productos farmacéuticos, antes de mudarse a la capital saudita de Riad en 1998 para desempeñar actividades como para trabajar como asesor de marketing del denominado Saudi Industrial Development Fund (Fondo de Desarrollo Industrial Saudí).

## Arresto
En la mañana del 17 de diciembre de 2000, fue arrestado a punta de pistola por la policía saudita en Riad, mientras salía de su casa con rumbo a su trabajo. Desde allí fue llevado en calidad de detenido a la prisión de Al-Hair, donde luego alegaría haber sido inmediatamente sujeto a sesiones regulares de torturas físicas y psicológicas. Entre otros sometimientos, Sampson dice que fue golpeado repetidamente de manera severa, azotado a latigazos en las plantas de sus pies, además haber sido forzosamente privado de sueño y hasta violado.
Después de seis días iniciales de supuesta tortura en gran parte realizada por tres individuos, Ibrahim al-Dali (funcionario del Mabahith, el servicio de inteligencia general de Arabia Saudita), Khaled al-Saleh (del mismo organismo) y un tercer hombre desconocido (apodado the Spiv por Sampson), este último finalmente confesó de manera escrita y mediante grabación en video.
Fue sentenciado a muerte mediante el método del al-haad, una forma de ejecución mediante decapitación. Aunque de hecho jamás se llegaría a tal extremo, más allá de una simulación al respecto, él alegaría posteriormente que continuó siendo torturado de varias maneras antes de ser finalmente liberado.
No obstante, naturalmente varios funcionarios sauditas han negado que Sampson haya sido torturado.

## Delitos que se le imputaron
Sampson fue uno de ocho extranjeros arrestados bajo la acusación de haber estado implicados en la explosión de algunos coches bomba dirigidos contra otros occidentales expatriados en la capital saudita de Riad. En una de las explosiones resultó muerto el ingeniero británico Christopher Rodway y su esposa herida, mientras que la segunda bomba hirió a Mark Paine y Steve Coughlan (de la misma nacionalidad que el fallecido). Las autoridades sauditas alegaron que los ataques formaban parte de una batalla campal encubierta dentro de un círculo de una red de tráfico de licor occidental que operaba en su territorio, aunque los hombres fueron asimismo forzados a confesar que eran espías que operaban a favor del gobierno británico.
La viuda de Christopher Rodway, de nombre Jane Rodway, negó que su fallecido esposo hubiese estado implicado en el tráfico de licores.
En una confesión en video, difundida internacionalmente el 5 de febrero de 2001, Sampson mencionó que:

“Admito y reconozco que participé con el señor Alexander Mitchell en la colocación de un dispositivo explosivo en el vehículo que pertenecía a Christopher Rodway, de nacionalidad británica. Yo detoné el dispositivo usando un interruptor mediante un control remoto. Entonces el señor Mitchell y yo nos dirigimos hacia el sur, en dirección de Al-Jazeera. Dos días después, el señor Mr. Mitchell me ordenó preparar una segunda explosión con la participación de Raf Schyvens, de origen belga”.
William Sampson

## Liberación
Luego de haber purgado treinta y un meses (unos dos años y medio) en prisión, bajo un régimen de confinamiento solitario, Sampson y los otros detenidos fueron súbitamente liberados e inmediatamente deportados a la capital británica de Londres.
El príncipe Carlos de Gales, así como Rubin Carter, Justin Rodway y los miembros de parlamento canadiense Stéphane Bergeron y Dan McTeague formaron parte de un esfuerzo diplomático dirigido a lograr su liberación.
En julio de 2004 fue revelado que la liberación final fue parte de un intercambio de prisioneros, por saudíes que habían estado detenidos en la base estadounidense de Guantánamo, en la isla de Cuba. Algunos funcionarios de los Ministerios de Relaciones Exteriores de los Estados Unidos y del Reino Unido, el Departamento de Estado y el Foreign Office respectivamente, han anónimamente confirmado esta información.[cita requerida] Un memorando entre funcionarios del Ministerio Belga de Relaciones Exteriores acerca de este intercambio agrega pruebas adicionales sobre el hecho de que eventualmente sucedió.[cita requerida]
El gobierno belga ha confirmado tanto la autenticidad del memorando como su conocimiento acerca del intercambio, pero ha negado haberse involucrado directamente en las negociaciones.[cita requerida] Por su parte, el gobierno canadiense aún se rehúsa a comentar sobre el tema.

## Caso legal
El 28 de octubre de 2004 Sampson, junto a los británicos Sandy Mitchell y Les Walker, ganaron una batalla legal en Londres, que les permitiría (por lo menos en teoría) interponer una demanda judicial a los hombres que ellos alegan los habían torturado en Arabia Saudita para forzarlos a realizar confesiones falsas.
En febrero de 2005, la investigación de un médico forense en torno a la causa de la muerte de Christopher Rodway, la cual tuvo lugar en Trowbridge, concluyó que no existían pruebas efectivas que indicasen que Sampson y Mitchel hubiesen estado involucrados de alguna manera en dicho fallecimiento y que por lo tanto no habían estado involucrados en el incidente por el que el gobierno árabe saudita los arrestó posteriormente.
Sampson, junto a Mitchell y a Walker han estado apelando a la Corte Europea de Derechos Humanos, alegando de la ley británica -tal como fue interpretada por la decisión de los lores-, implica una violación de sus derechos bajo el artículo 6 (que estipula el derecho a un juicio justo) de la Convención Europea de Derechos Humanos.
En junio de 2006 el previo fallo de la Corte de Apelaciones fue revocado por la instancia judicial superior del Lords of Appeal in Ordinary (Law Lords), bajo el argumento de que los funcionarios sauditas gozan de protección en el Reino Unido de acuerdo al Acta de Inmunidad Estatal de 1978.
En 2007 Sampson fue sujeto de un documental coproducido por la National Film Board of Canada.

## Críticas al gobierno canadiense
Sampson ha criticado repetidamente al Gobierno de Canadá debido a sus acciones (a falta de las mismas) durante el relativamente prolongado período en el que él estuvo encarcelado en Arabia Saudita.
Sampson afirma que sus torturadores estuvieron presentes en cada una de las reuniones que mantuvo con diplomáticos canadienses y otros representantes gubernamentales de esa nacionalidad y que estos últimos nunca insistieron en que lo liberasen. Por el contrario, según él, aceptaron los alegatos saudíes acerca de su supuesta culpabilidad, a pesar de la falta de pruebas o evidencia, de las inconsistencias y de sus propias declaraciones contrarias por parte de Sampson y de quienes lo apoyaban. A partir de esos momentos, Sampson se volvió cada vez más hostil hacia sus carceleros, llegando a negarse a cooperar en absoluto con ellos (incluso respecto de la higiene básica de su propia celda).
También alega haber en vano informado repetidamente que había sido torturado, tanto a los funcionarios de la embajada de Canadá en Arabia Saudita como a los médicos de esa nacionalidad con los que logró ponerse en contacto.

Alegatos creíbles de que [Sampson] fue torturado mientras estaba detenido y forzado a confesar un crimen que muy probablemente no cometió aún continúan sin ser investigados [por parte del gobierno federal canadiense]
Amnistía Internacional

## Muerte
Sampson falleció de un ataque al corazón en su casa en el norte de Inglaterra el 29 de marzo de 2012.